# Никлас Залмски
Никлас гроф Залмски (Доњи Залм у Арденима, 1459—4. мај 1530. Залмхоф, општина Мархег у Доњој Аустрији) је био аустријски војсковођа, који је остао највише упамћен по успешној одбрани царске престонице Беча од турске опсаде (1529). Био је млађи син Јохана V грофа Залма, барона од Вивијеа (умро 1485). Као седамнаестогодишњак узео је учешћа у бици код Муртена против бургундског војводе Шарла Смелог (1474). Учествовао је и у борбама у Фландрији (1488), да би три године доцније био именован за врховног царског заповедника. Борио се под Георгом фон Фрундсбергом у Италији (1509). Пошло му је за руком да освоји Истру. У бици код Павије учествовао је у заробљавању француског краља Франсоа I, а годину дана доцније угушио је сељачку побуну у Тиролу и притом освојио Шладминг. Био је један од заповедника на почетку Првог аустријско-турског рата. Успешно је руководио одбраном за време прве опсаде Беча, за шта је исте године награђен Нојбуршком грофовијом. Умро је напослетку од последица рањавања, али и ратног замора (1530). За собом је оставио два сина: Николауса II, који га је наследио на месту грофа Залма и Нојбурга, и Волфганга, који ће постати кнез бискуп Пасауа.